# Mark Kane
Mark Kane (ur. 21 listopada 1970 w Belfaście) – irlandzki kolarz szosowy. Olimpijczyk z Barcelony 1992, gdzie w zawodach kolarskich na szosie zajął siedemnaste miejsce w drużynie.
Zajął 22. miejsce na igrzyskach Wspólnoty Narodów w 1994 w wyścigu szosowym i dziewiętnaste w na 1 km na torze.
Pierwszy w mistrzostwach kraju w 1994. Wygrał jednodniowy Shay Elliott Memorial Race w 1994 roku.